# Microsoft Office Document Imaging
Das Microsoft Office Document Imaging (MODI) gehört zu den Office Tools von Microsoft Office und ermöglicht das Scannen von Dokumenten sowie deren Bearbeitung. Dabei ist auch eine Texterkennung enthalten.
Die Dokumente werden im Dateiformat .MDI gespeichert, das von der Firma Microsoft entwickelt wurde. Alternativ ist ein Speichern im Dateiformat .TIF möglich. Dateien im MDI-Format werden mit dem Microsoft-Office-Document-Imaging-Druckertreiber erzeugt. Dieser ist Bestandteil des Microsoft-Office-2003-Paketes. Das MDI sollte nicht verwechselt werden mit dem Dateiformat Microsoft XPS Document Writer (.XPS), das als direktes Konkurrenzprodukt von Microsoft zu Adobes PDF gesehen werden kann.
In Office 2007 wird Microsoft Office Document Imaging nicht automatisch installiert, kann aber nachinstalliert werden (Gruppe Office-Tools).
In Office 2010 ist dieses Feature nicht mehr enthalten – allerdings lässt sich weiterhin die Texterkennung eines zuvor eingescannten Bildes aus One Note 2010 heraus durchführen („Text aus Bild Kopieren“ im Kontextmenü). Außerdem lässt sich Microsoft Office Document Imaging aus Office 2007 auch neben Office 2010 installieren – Microsoft empfiehlt, dazu den kostenlosen SharePoint Designer 2007 herunterzuladen.
Zudem bietet Microsoft Office Document Imaging eine Programmierschnittstelle an, die über das Component Object Model (COM) den Zugriff auf die gescannten Dokumente sowie das Auslesen des erkannten Texts ermöglicht. Diese Schnittstelle ist erstmals in Office 2003 enthalten.